# Paolo Beni
Pour les articles homonymes, voir Beni.
Paolo Beni, né à Gubbio vers 1552 et mort à Padoue en 1625, est un philologue et critique littéraire italien de la Renaissance.

## Biographie
Paolo Beni naquit vers l’an 1552, à Gubbio. Beni entra dans la Compagnie de Jésus, et y continua ses études avec beaucoup d’ardeur. Il écrivit un commentaire sur Le Banquet de Platon ; mais la publication de cet ouvrage lui fut interdite, parce qu’il n’avait pas traité certaines questions avec assez de réserve. De dépit, il quitta l’ordre des jésuites, et fut successivement secrétaire du cardinal Madruzzo et du duc d’Urbino, François Marie II ; professeur de théologie à Pérouse, de philosophie au Collège de la Sapience à Rome, et enfin de belles-lettres dans l’Université de Padoue. Il y professa pendant vingt-trois ans, avec 600 florins d’honoraires, et, ayant obtenu sa retraite en 1623, il conserva la moitié de ce traitement. Il mourut à Padoue le 12 février 1625, laissant pour héritiers de sa bibliothèque et du reste de son mobilier les théatins de cette ville. Il avait fait construire à ses frais, dès 1611, dans l’église des religieuses de Ste-Claire, et il avait doté d une rente annuelle un tombeau pour lui et pour tous les professeurs étrangers de l’Université de Padoue : il y fut en effet enterré le premier. C’était un homme d’un grand savoir, mais trop porté à ces combats littéraires qui se maintiennent rarement dans les bornes de la modération et de la décence. Giacomo Filippo Tomasini a fort bien dit de lui, dans son éloge : « C’était plutôt un controversiste ou un soldat, qu’un philosophe et un orateur. » Il eut des querelles à Rome pour son livre sur la grâce efficace et sur le libre arbitre ; il en eut ensuite pour défendre le Pastor fido, du Guarini, contre les attaques d’un critique, et la Jérusalem du Tasse, contre les censures des académiciens de la Crusca. Il s’en fit de bien plus graves en attaquant, censurant et tâchant de discréditer le vocabulaire de ces académiciens. Il ne respectait dans ses critiques ni les anciens, ni les modernes, ni Tite-Live, ni Dante, ni Boccace. Il en fallait moins pour lui faire beaucoup d’ennemis, et la plupart des opinions, littéraires ou autres, ne valent pas la peine d’être soutenues à ce prix.

## Œuvres
Les principaux ouvrages qu il a laissés sont :
- In Timæum Platonis, sive in naturalem atque divinam Platonis et Aristotelis philosophiam decades tres, cum disputatione de affectibus movendis ab oratore, Rome, 1594 et 1605, in-4° ; Padoue, 1624.
- De ecclesiasticis Baronii Annalibus disputatio, Rome, 1596, in-4° et in-12. C’est une apologie de ces Annales et un panégyrique de l’auteur.
- Qua tandem ratione dirimi possit controversia quæ in præsens de efficaci Dei auxilio et libero arbitrio inter nonnullos catholicos agitatur, Padoue, 1603, in-4°. En cherchant des moyens de pacification, il s’attira par cet ouvrage une guerre des plus violentes ; son livre fut mis à l’Index et supprimé.
- Disputatio in qua ostenditur præstare comœdiam atque tragœdiam metrorum vinculis solvere, etc., Padoue, 1600, in-4°. A cette dissertation latine, où il soutenait que les tragédies et les comédies devraient être écrites en prose, Faustino Summo, littérateur de Padoue, répondit avec force, en italien ; il défendit la poésie et les vers, et Beni ne répliqua pas.
- Deux écrits en faveur du Pastor fido de Guarini, publiés d’abord, l’un à Padoue et l’autre à Venise, 1600, in-4°, et que l’on trouve avec d’autres écrits sur le même sujet dans le tome 4 des œuvres du Guarini, imprimées à Vérone en 1739, in-4°.
- Comparazione di Omero, Virgilio, e Tasso, etc., Padoue, 1607, 1612, in-4°. Cet ouvrage était d’abord divisé en sept discours ; l’auteur y en ajouta ensuite trois autres : il ne s’y borne pas à défendre le Tasse, il examine à qui de ces trois poètes la palme de l’épopée est due, et il n’hésite pas à la donner à l’auteur de la Jérusalem.
- L’Anti-Crusca, ovvero il Paragone dell’italiana lingua, etc., Padoue, 1612, in-4°. Il y soutient que l’ancienne langue italienne (celle du XIVe siècle, prise et donnée pour modèle par les académiciens de la Crusca, dans leur vocabulaire) était grossière et inculte, et que la moderne (celle du XVIe siècle) est seule noble et régulière. Orlando Pescetti répondit à l’Anti-Crusca ; Beni répliqua sous le faux nom de Michel Angelo Fonte, Padoue, 1614, in-4°. Le Grand-Duc de Toscane, Cosme II, prit fait et cause pour l’académie, refusa la dédicace que Beni avait osé lui faire de l’Anti-Crusca, lui renvoya son exemplaire, et même écrivit à la République de Venise pour qu’elle défendît la publication de ce livre. La prohibition fut prononcée, et l’édition saisie. Beni voulut alors faire prohiber à son tour la réponse de Pescetti ; mais il ne put l’obtenir ; il ne se découragea point, et se mit à écrire un nouvel ouvrage, divisé en 3 parties, sur le même sujet. Il l’acheva, le mit en état d’être imprimé, et même en obtint la permission de l’inquisiteur de Padoue ; mais il mourut avant cette publication, et l’ouvrage est resté manuscrit à Venise, dans une bibliothèque particulière.
- Rime diverse, Padoue, 1614, in-4°.
- Orationes quinquaginta, Padoue, 1613, in-4°.
- Commentarii in Aristotelis Poeticam, Padoue, 1613, in-fol. ; Venise, 1625, in-fol. Le P. Rapin parle avec estime de ces commentaires dans ses Réflexions sur la Poétique.
- De Historia conscribenda libri IV, Venise, 1614, in-4° ; 1618, in-4° ; 1622, in-fol. C’est dans cet ouvrage qu il critique vivement Tite-Live, qui, surtout à Padoue, ne pouvait pas manquer de défenseur.
- Il Goffredo, ovvero Gerusalemme liberata del Tasso, col commento di Paolo Beni, Padoue, 1616, in-4°. Ce commentaire volumineux ne s’étend que jusqu’au 10e chant.